# 连卡佛

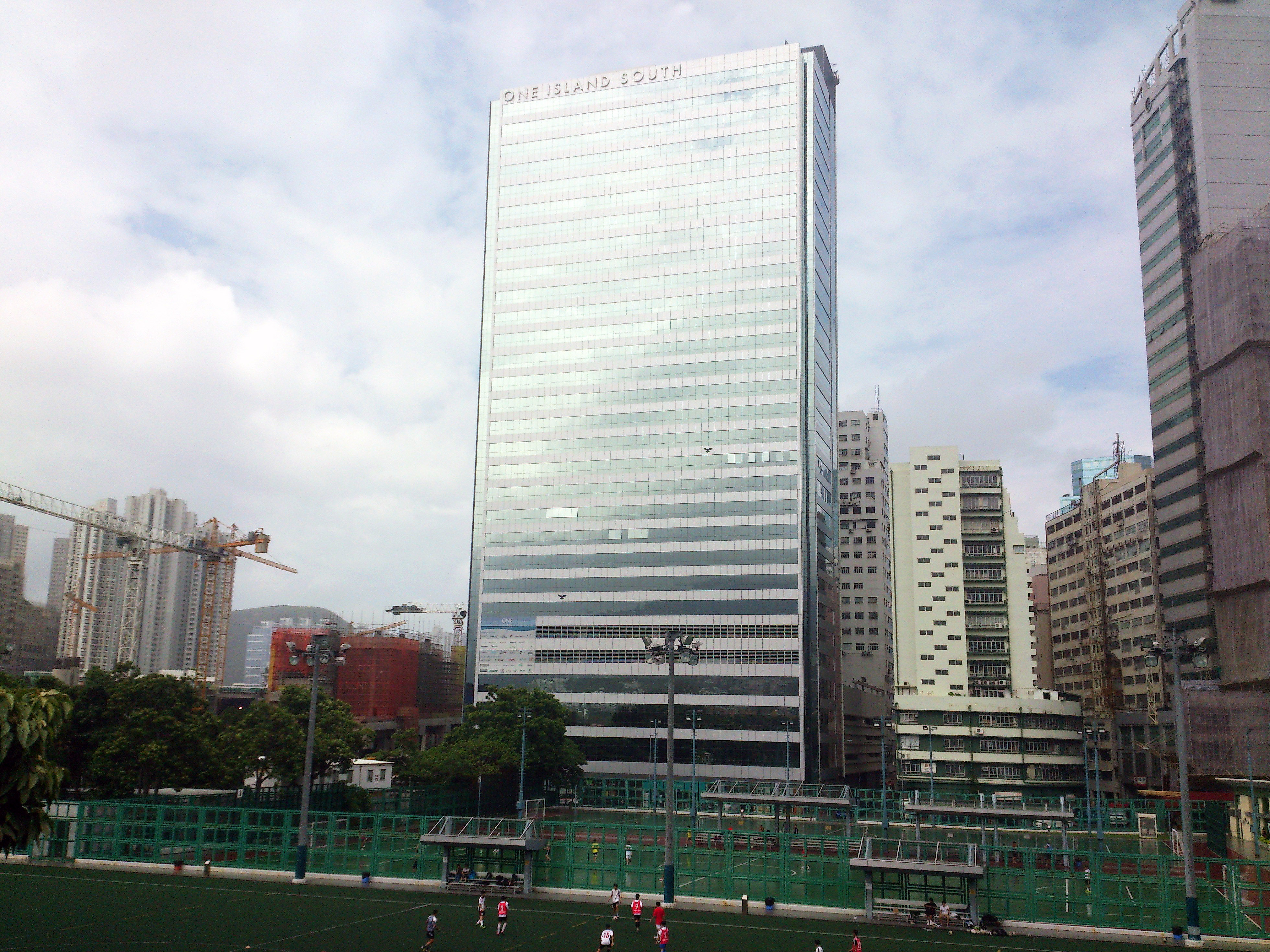
連卡佛總部位於香港島南區黃竹坑 One Island South

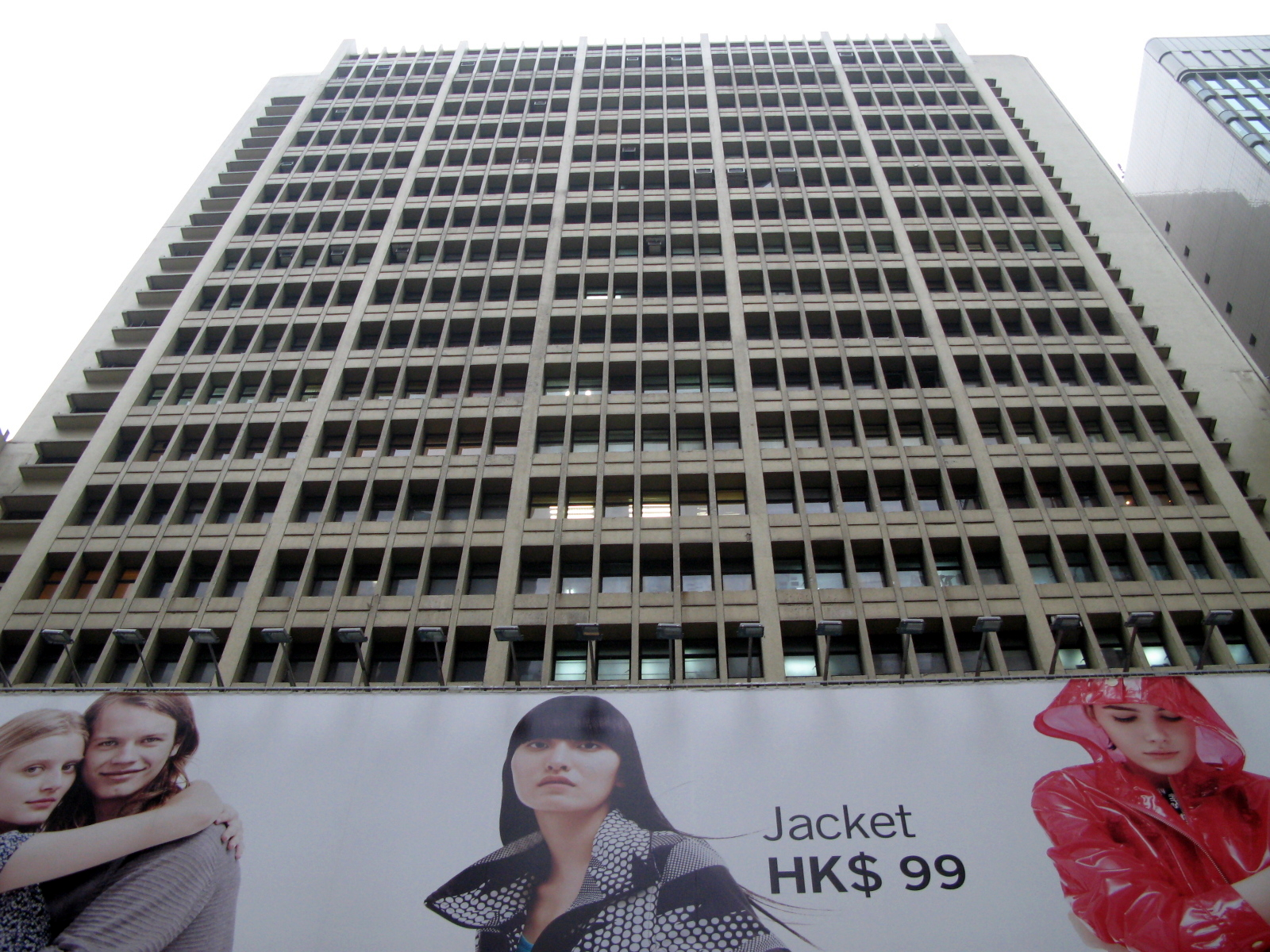
前總店位於皇后大道中連卡佛大廈

連卡佛是一间港資的英式百货公司，以售卖高級欧洲时装精品著称。創建於1850年，連卡佛擁有七間專門店和一間網上商鋪，客人服務區面積共有超過55萬尺，當中包括三間香港專門店、一間北京專門店、一間上海專門店、一家成都專門店及一間香港的連卡佛家居及時尚生活店，專門賣名牌設計師的家俬和家庭裝飾品。

## 歷史
連卡佛在1850年于香港由 Thomas Ash Lane 和 Ninian Crawford 创立。1949年以前，Lane Crawford 在上海公共租界就很有名，是南京路老四大公司之一，中文名称是泰兴公司。（當年由英资开设的福利公司、惠罗公司、泰兴公司（今連卡佛）和汇司公司，被譽為前四大公司或老四大公司）。
連卡佛口號不斷演變發展，由1899年的"從扣針到錨都可以買到的購物點"演變成1926年的"到連卡佛買吧"（Get It at Lane Crawford's）。

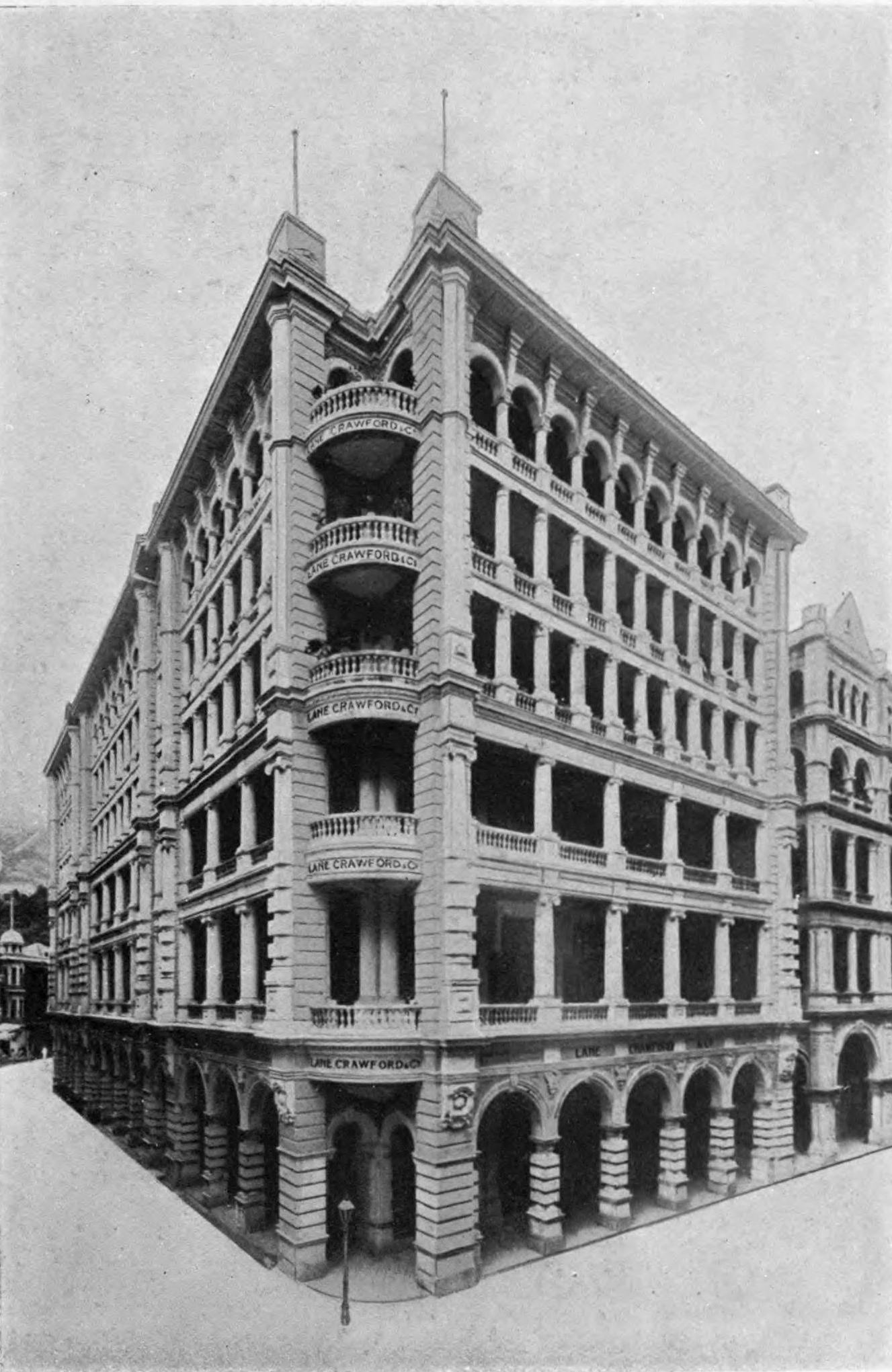
1908年香港的連卡佛辦公室

戰時連卡佛的全部店鋪及大部份資料庫都被破壞，但連卡佛仍在戰後重新賣食物和奢侈品，例如珍珠和國外化妝品。到1978年，珠寶銷售已經占整體銷售量六成。
連卡佛在香港的總店原位於中環德輔道中，建於1926年；1976年因興建置地廣場而拆卸，總店遷至皇大道中70號連卡佛大廈，2004年11月總店再遷往港鐵香港站國際金融中心二期商場，新店裝潢由 Yabu Pushelberg 設計。
位於尖沙咀海運大厦分店於1980年代開業，但為了配合海運大厦重新規劃，於2003年4月遷往至對面馬哥孛羅香港酒店，原址改建為多間兒童店鋪、特色食肆及在一樓設立大型化妝品百貨公司 Faces。到了80年代末至90年代初，連卡佛於尖沙嘴文遜大廈及銅鑼灣皇室大廈開設分店。

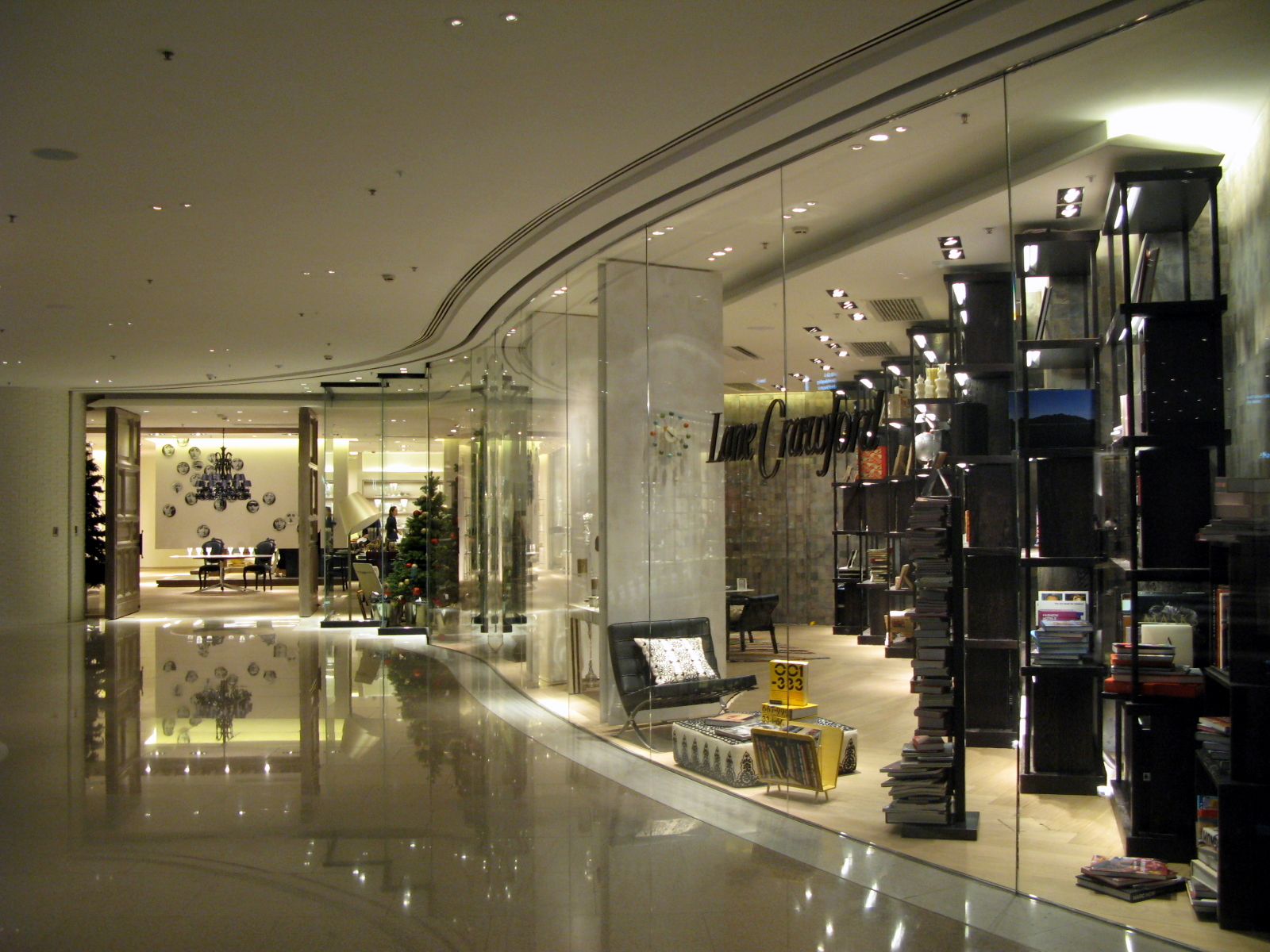
太古廣場連卡佛傢俬鋪

1990年，位於金鐘太古廣場連卡佛分店開業，分店於2006年曾進行大型翻新。
1995年，連卡佛曾在銅鑼灣香港時代廣場開設 Lane Crawford eXpress，走年輕路線，但其後結業。1999年會德豐把連卡佛私有化，再於2003年轉售給吳光正私人公司。2004年，連卡佛又向九龍倉買下 C!ty'super 的權益。
2004年11月，連卡佛遷至國際金融中心二期商場，總面積82,000平方呎，裝修由 Yabu Pushelberg 設計。
2011年8月，明報報導連卡佛於太古廣場分店的租約於2012年約滿，以新品牌 LAB Concept 進駐金鐘廊。
2012年12月，TOPSHOP 與連卡佛合作營運位於中環皇后大道中泛海大廈的雙層商鋪，員工、物流、鋪租均由連卡佛旗下子公司 LAB Concept 提供，TOPSHOP 僅負責採購貨物，惟該舖已於2020年10月結業。
TOPSHOP 於1964年創辦，現於全球擁有472間店舖，其中148間位於英國之外：除了在美國經營的3間旗艦店是全資擁有外，其餘均以特許經營或批發分銷形式授權經營。
連卡佛於2013年9月在上海時代廣場內開設旗艦店，該旗艦店共有4層，佔地15萬呎，匯聚500多個設計師時裝、美容以及生活品味等牌子。
2014年3月，連卡佛成都店於成都国际金融中心開幕。

## 分店位置
香港
- 中環國際金融中心二期

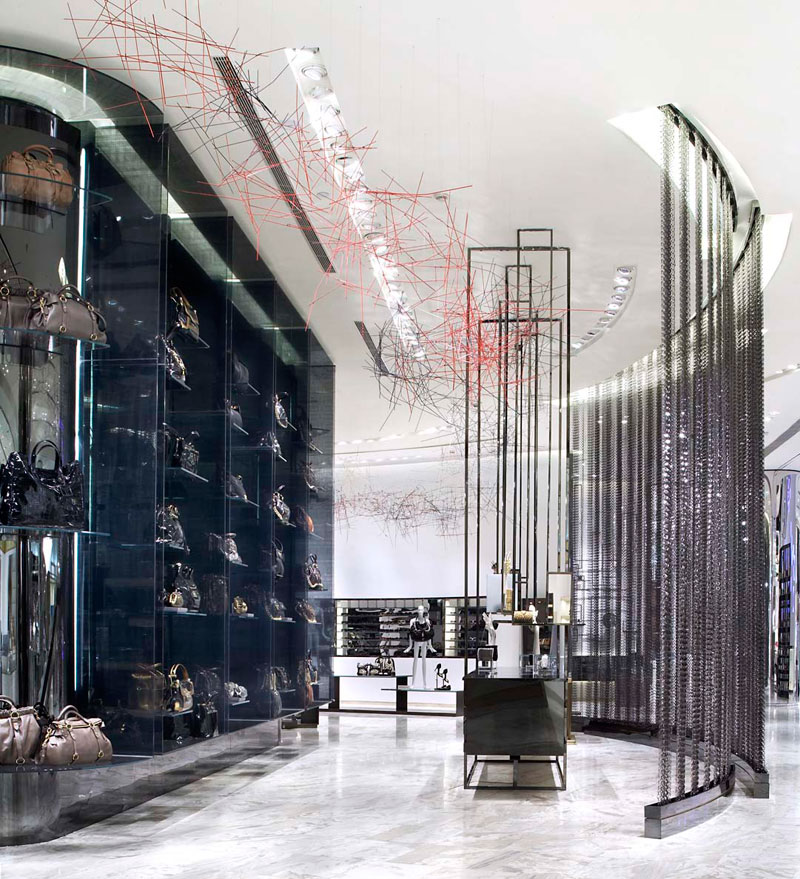
北京連卡佛

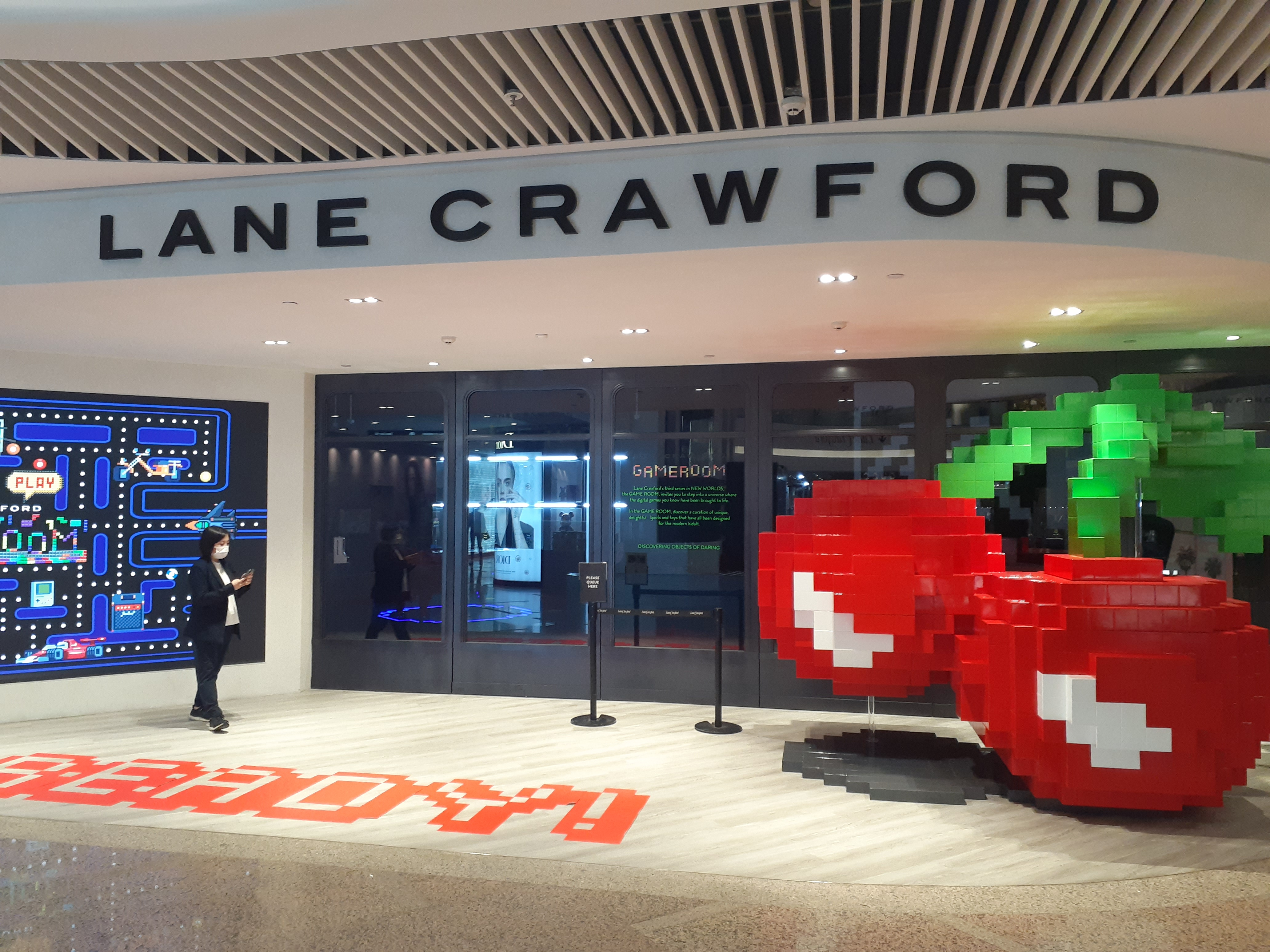
2021年4月，连卡佛於時代廣場2樓前LV位置開設Lane Crawford NEW WORLD5藝術空間

- 銅鑼灣時代廣場，到2021年4月於商場2樓前LV位置開設Lane Crawford NEW WORLD5藝術空間
- 尖沙咀海港城
- 金鐘太古廣場傢具精品鋪
- 鴨脷洲新海怡廣場 Outlet [7]

北京
- 北京金融街購物中店
- 北京銀泰中心

上海
- 大上海時代廣場，黄浦区淮海中路93-111號

成都
- 成都國際金融中心

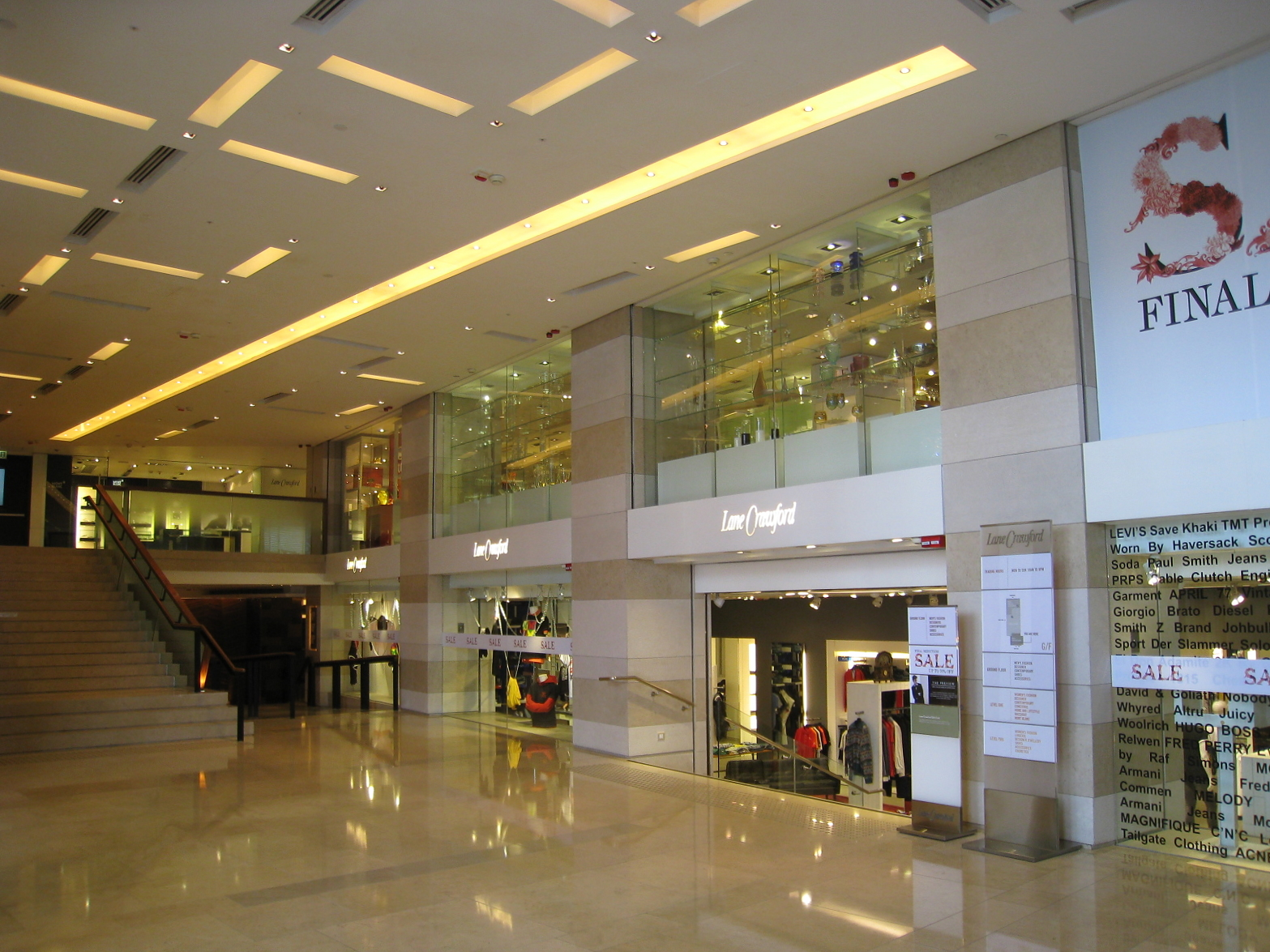
尖沙咀海港城分店
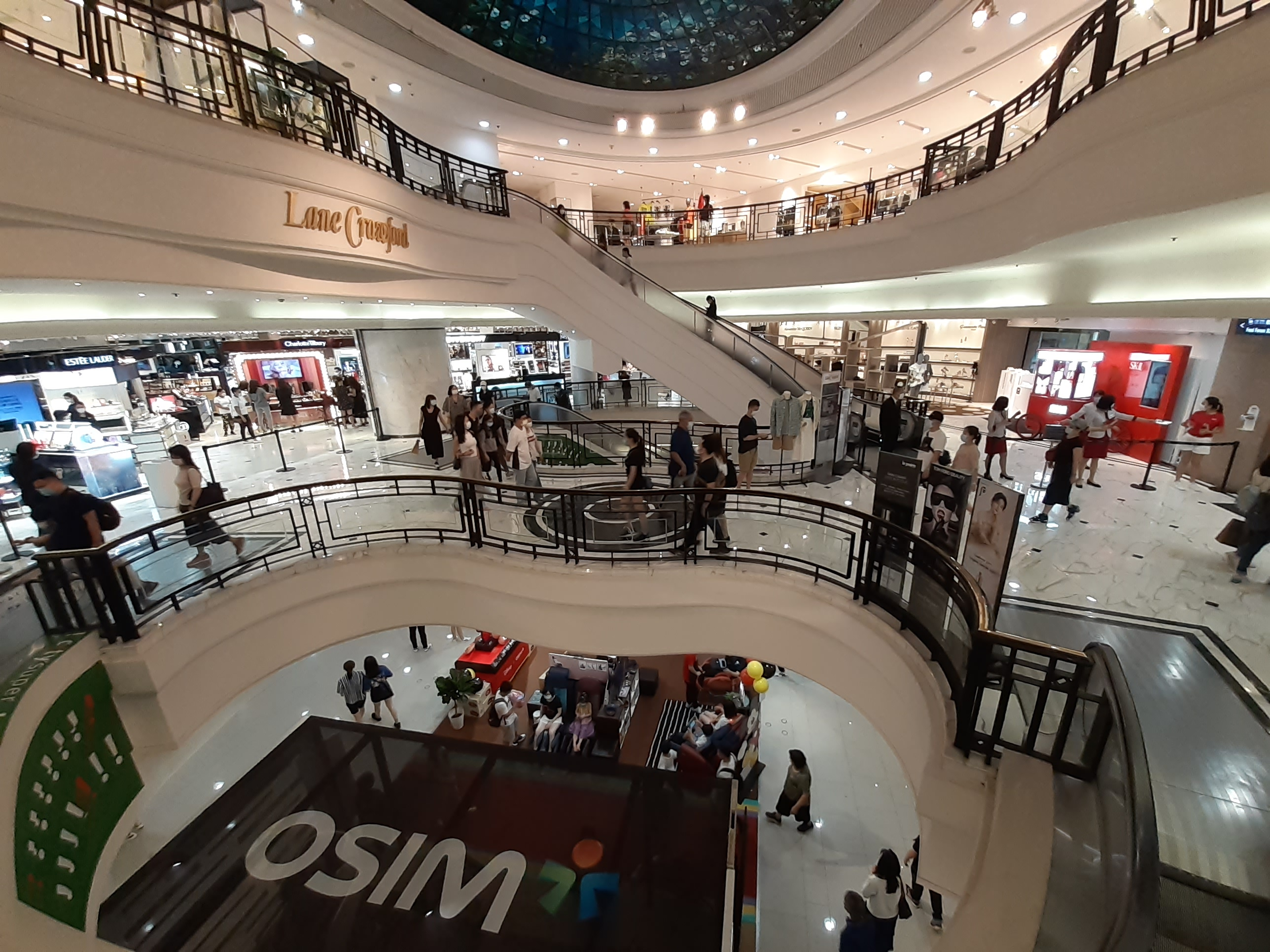
銅鑼灣時代廣場連卡佛大堂
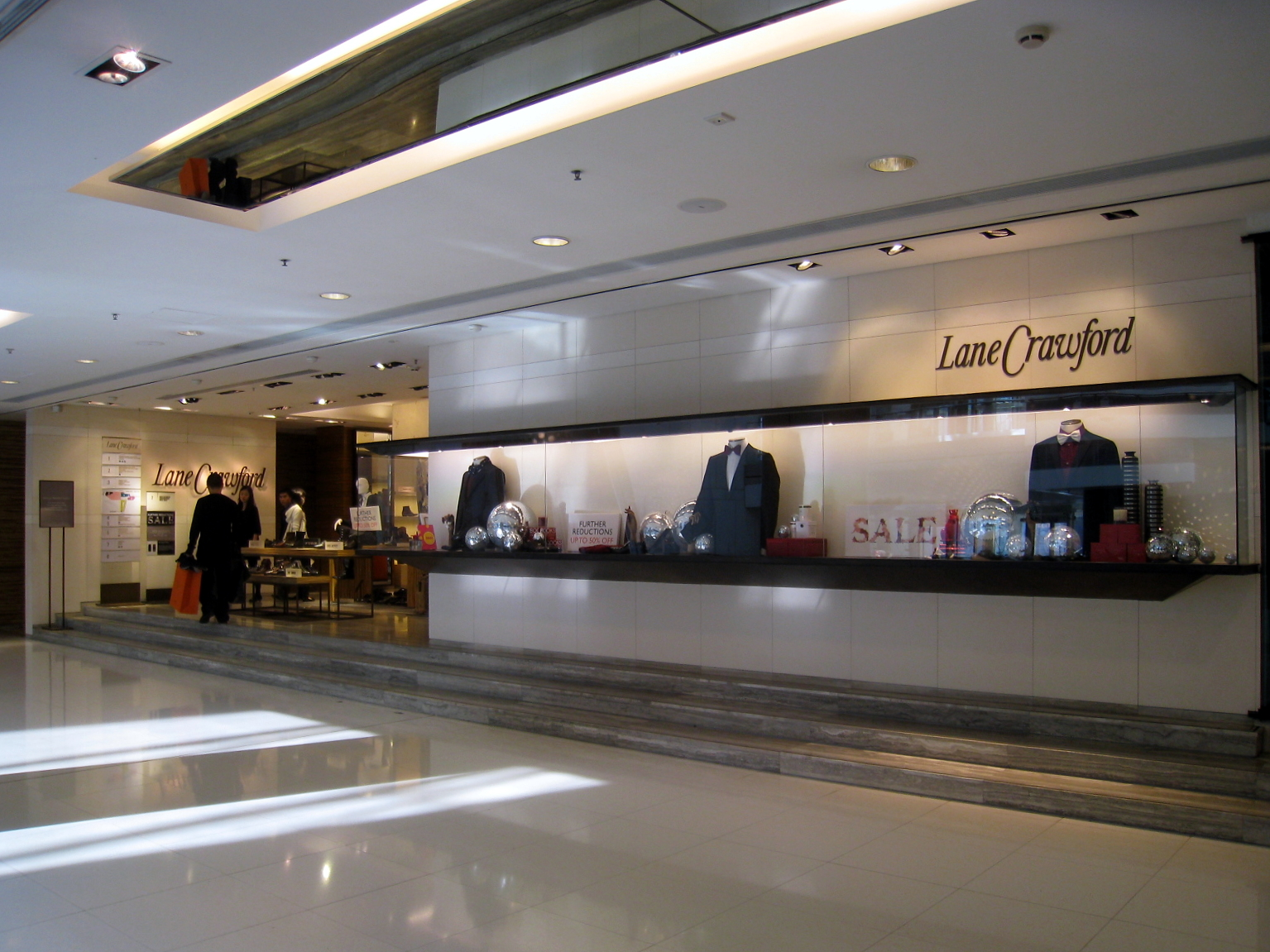
國際金融中心二期分店

## 已結業分店
香港
- 銅鑼灣皇室大廈（於1997年結業）[8]
- 尖沙咀文遜大廈（於1997年結業）
- 中區卡佛大廈（2003年結業，並遷往國際金融中心商場重新營業）
- 金鐘太古廣場（約50,000方呎，於2012年1月結業）
- 葵涌佛羅倫斯小鎮 Outlet

## 外部連結
- （英文）官方網站 （页面存档备份，存于）
- LAB CONCEPT